# Dolichopeza (Mitopeza) mjobergi
Dolichopeza (Mitopeza) mjobergi is een tweevleugelige uit de familie langpootmuggen (Tipulidae). De soort komt voor in het Oriëntaals gebied.